# Хоробичи
Хоро́бичи (укр. Хоробичі) — село в Городнянской городской общине Черниговского района Черниговской области Украины.
Код КОАТУУ — 7421488801. Население по переписи 2023 года составляло 402 человек.

## Географическое положение
Село Хоробичи находится на расстоянии в 1,5 км от села Андреевка, в 2,5 км от села Перепись и в 3-х км от села Ваганичи.
Рядом проходит железная дорога, станция Хоробичи.

## История
- Вблизи села Хоробичи обнаружено древнерусское городище (IX—XIII вв.).
- Впервые село Хоробичи упоминаются в Ипатьевской летописи под 1153 годом как город Хоробор[2].
- В 1905 году население Хоробичей принимало участие в разгроме винокурни помещицы Оболонской на хуторе Рубеж.
- Советская власть установлена в январе 1918 года. 30 жителей села боролись в рядах Красной Армии в годы гражданской войны.
- На фронтах Великой Отечественной войны и в партизанских отрядах против немецких войск воевали 437 жителей Хоробичей, 237 из них удостоены правительственных наград, 160 — отдали жизнь за свободу и независимость Родины.
- В честь воинов-односельчан, погибших на фронтах гражданской и Великой Отечественной войн, на братских могилах партизан и советских воинов, павших в боях за Хоробичи, установлено 5 памятников.

## Экономика
- «Украина», сельскохозяйственный производственный кооператив.
- «Хоробицьке», сельское потребобщество.

## Объекты социальной сферы
- Школа.
- Дом культуры.
- Фельдшерско-акушерский пункт.
- Детский сад.
- Библиотека.
- Хоробицкий краеведческий музей[3].